# Erysibe sphaerococca
Erysibe sphaerococca är en svampart som beskrevs av Wallr. 1833. Erysibe sphaerococca ingår i släktet Erysibe, ordningen Pucciniales, klassen Pucciniomycetes, divisionen basidiesvampar och riket svampar.   Inga underarter finns listade i Catalogue of Life.